# John Aldridge
John William Aldridge (Liverpool, 18 settembre 1958) è un allenatore di calcio ed ex calciatore inglese naturalizzato irlandese, di ruolo attaccante.

## Carriera

### Giocatore

#### Club

##### Gli inizi
Aldridge inizia la sua carriera nel 1978 con il South Liverpool, squadra militante in Northern Premier League. L'anno successivo ottiene il suo primo contratto da professionista, passando al Newport, in Fourth Division per 3 500 sterline.
La prima stagione è molto promettente: Aldridge segna 14 gol in 38 partite, risultando determinante per la promozione in Third Division e per la vittoria in Coppa del Galles. Nella stagione successiva segna 7 reti in 27 partite, contribuendo allo storico cammino in Coppa delle Coppe, dove il Newport riesce a raggiungere i quarti di finale.
Nella stagione 1981-1982 segna 11 gol in 36 partite, poi nel 1982-83 fa ancora meglio con 17 gol, con il Newport che sfiora la promozione in Second Division. Nella stagione successiva, senza la spalla di Tommy Tynan che ha cambiato squadra, segna 26 reti.
Complessivamente Aldridge gioca 198 partite con il Newport mettendo a segno 87 reti con una media di un gol ogni 2,25 partite.

##### Oxford Utd
Nel 1984 si trasferisce all'Oxford Utd per 78 000 sterline. Fa il suo debutto con la nuova maglia il 7 aprile 1984 nella vittoria per 1-0 contro il Walsall e segna la sua prima rete nella vittoria per 5-0 contro il Bolton.
Nella prima stagione in terza divisione però gioca poco, tuttavia a partire dalla stagione successiva in Second Division diventa titolare e diventa il primo giocatore di Second Division dopo 19 anni a segnare 30 gol; anche grazie ai suoi gol l'Oxford viene promosso in First Division.
Nella stagione successiva è il terzo miglior marcatore del torneo e contribuisce alla salvezza. Inoltre con sei reti è decisivo nel permettere all'Oxford di conquistare la Football League Cup.
Nella prima metà della stagione 1986-87 segna 15 reti in 25 partite.
Complessivamente Aldridge gioca 141 volte per l'Oxford segnando 90 reti, con una media di un gol ogni partita e mezzo.

##### Liverpool

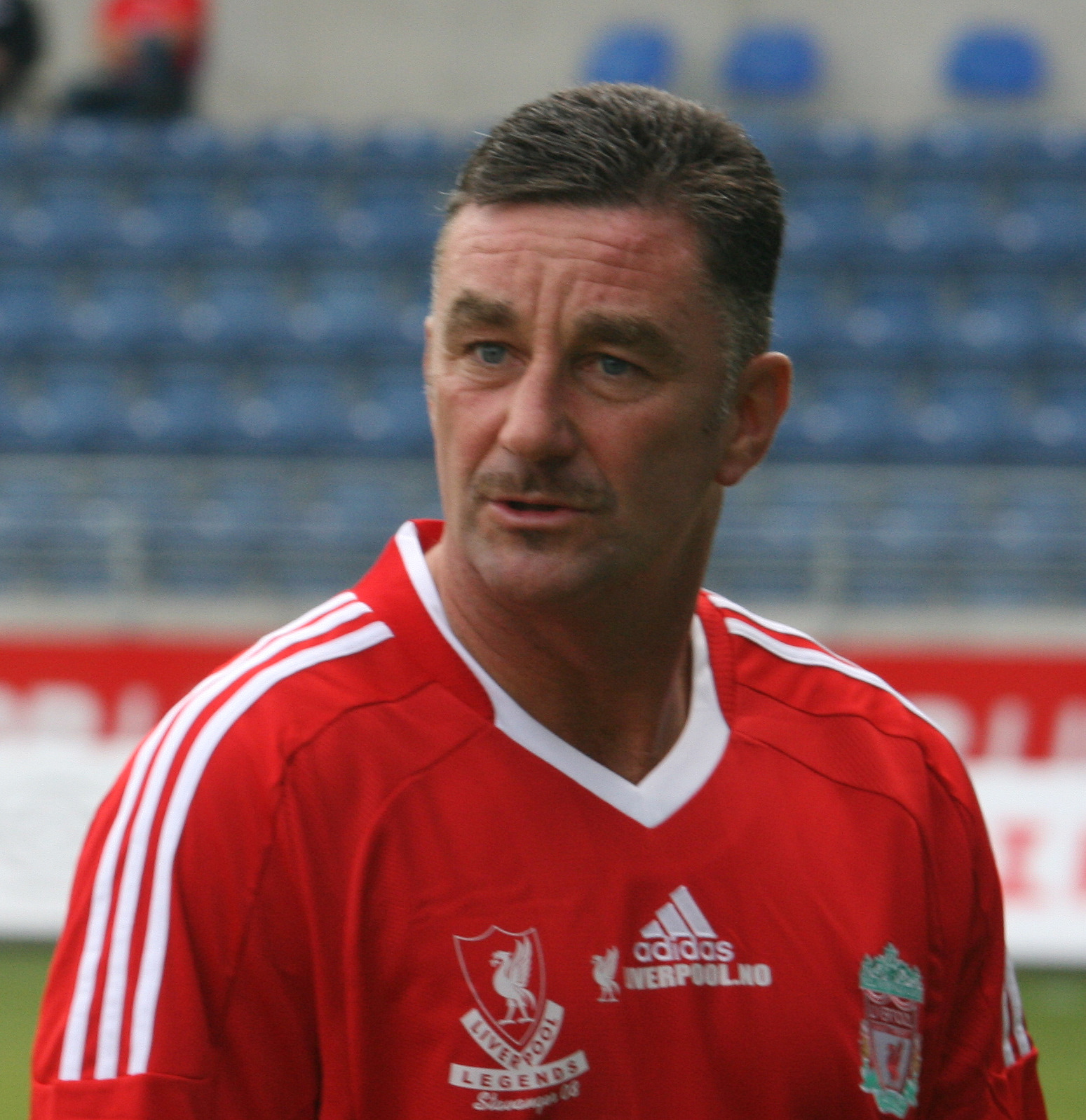
Aldridge nel 2008 durante una partita tra vecchie glorie del Liverpool

Nel gennaio 1987 si trasferisce al Liverpool per 750 000 sterline: Aldridge viene chiamato ad Anfield in vista del futuro avvicendamento con Ian Rush, di cui è già stata programmata la cessione alla Juventus a fine stagione. Il neoacquisto fa il suo debutto con i Reds il successivo 21 febbraio, entrando nel secondo tempo al posto di Craig Johnstone in una partita contro l'Aston Villa al Villa Park, terminata 2-2. Una settimana dopo segna la sua prima rete per il Liverpool nella vittoria per 1-0 contro il Southampton. La sua prima stagione al Liverpool si conclude senza nessun trofeo.
Nel 1987-88 Aldridge disputa un'ottima stagione con 26 reti e il Liverpool vince il campionato con nove punti di vantaggio sul Manchester Utd; Aldridge segna due reti nella semifinale di FA Cup contro il Nottingham Forest, tuttavia nella finale contro il Wimbledon si fa parare un rigore dal portiere Dave Beasant che aveva studiato a lungo il suo modo di calciare i tiri dal dischetto. Questo errore risulterà poi decisivo per la sconfitta del Liverpool per 1-0.
Nella stagione successiva Rush fa ritorno al Liverpool, ma a inizio stagione il titolare è sempre Aldridge. Nel Charity Shield contro il Wimbledon si rivela decisivo segnando una doppietta, poi nella prima partita di campionato contro il Charlton Athletic segna una tripletta.. Segna poi un'altra tripletta nella vittoria per 5-0 contro il Luton Town e chiude la stagione come capocannoniere del Liverpool con un totale di 34 gol.
In occasione della Strage di Hillsborough, nella quale morirorno 96 tifosi del Liverpool, Aldridge, tifoso del Liverpool fin da bambino, è scosso e medita pubblicamente di abbandonare il calcio, poi tuttavia decide di continuare a giocare e segna 2 reti nel replay della semifinale contro il Nottingham Forest.
Nella finale di FA Cup, vinta per 3-2 contro i cugini dell'Everton, Aldridge si riscatta dal fallimento dell'anno precedente siglando il primo gol.
Vinta la FA Cup, il Liverpool cerca di vincere il campionato, tuttavia all'ultimo minuto della partita decisiva contro l'Arsenal subisce un gol. Dopo il fischio finale Aldridge reagisce con rabbia quando il suo compagno di nazionale e giocatore dell'Arsenal David O'Leary lo aiuta a rialzarsi da terra.
In totale Aldridge gioca 104 partite per il Liverpool, segnando 63 reti, di cui 50 in campionato.

##### Real Sociedad
Nel settembre 1989 Aldridge si trasferisce in Spagna alla Real Sociedad per un milione di sterline. Aldridge diventa così il primo giocatore non basco nella storia del club. Le sue prestazioni in campo sono ottime con 40 gol in 63 partite, tuttavia la famiglia di Aldridge ha grosse difficoltà di adattamento tanto che nel 1991, dopo appena due stagioni in terra basca, chiede all'allenatore, l'ex attaccante del Liverpool John Toshack, di essere ceduto.

##### Tranmere
Aldridge fa ritorno in Inghilterra, al Tranmere Rovers per sole 250 000 sterline. Fa il suo debutto con la nuova maglia il 17 agosto 1991 con una doppietta contro il Brighton. In totale nella prima stagione realizza la cifra record di 40 reti, segnando la quarantesima rete contro la sua ex squadra, l'Oxford Utd.
Grazie ai gol di Aldridge il Tranmere riesce ad accedere ai play-off per la promozione in Premier League per tre stagioni di fila, venendo però sempre eliminato in semifinale. Nella stagione 1993-94 grazie ai suoi gol conduce il Tranmere in semifinale di FA Cup, dove il Tranmere è sconfitto dall'Aston Villa solo ai calci di rigore.
A partire dal 12 marzo 1996 assume il doppio ruolo di allenatore e giocatore. Si ritira dal calcio giocato al termine della stagione 1997-1998 siglando una doppietta nella sua ultima partita da professionista contro il Wolverhampton Wanderers.
In totale Aldridge disputa 294 partite con il Tranmere realizzando 174 reti, con una media di un gol ogni 1,7 partite
Durante la sua carriera disputa 889 partite, di cui 739 in Inghilterra segnando 476 gol di cui 411 in Inghilterra con una media di un gol ogni 1,8 partite.

#### Nazionale
Fin da giovane Aldridge fa la scelta di giocare per l'Irlanda. Fa il suo debutto in nazionale il 26 marzo 1986 in una partita contro il Galles persa per 1-0.
Nell'estate del 1988 è convocato per gli europei, nei quali l'Irlanda ha un buon percorso e viene eliminata dai futuri campioni dei Paesi Bassi. Nonostante la sua ottima vena realizzativa con i club, impiega ben 20 partite prima di segnare la sua prima rete con la nazionale, che arriva il 19 ottobre 1988 in un'amichevole contro la Tunisia.
Aldridge è poi convocato per i mondiali del 1990 nei quali, nonostante non riesca a segnare nemmeno un gol, l'Irlanda riesce a raggiungere i quarti di finale.
Viene convocato anche per i mondiali del 1994, durante i quali nella partita contro il Messico sfiora la rissa con il quarto uomo che ritarda la sua sostituzione sul 2-0 per i messicani e a causa di questo comportamento verrà poi squalificato dopo la partita. Tuttavia dopo essere entrato riesce a segnare il gol del 2-1 che sarà poi decisivo per permettere all'Irlanda di passare il turno per la miglior differenza reti.

### Allenatore
Aldridge comincia la sua carriera di allenatore nel marzo 1996 diventando allenatore-giocatore al Tranmere, l'inizio è positivo e Aldridge riesce a conquistare la salvezza al termine della stagione 1995-96.
Successivamente ottiene altri buoni risultati, raggiungendo la finale della Football League Cup nel 2000 e i quarti di finale di FA Cup per due stagioni consecutive, nel 2000 e nel 2001.
Nel marzo 2001 Aldridge si dimette da allenatore, pochi mesi prima che la squadra retroceda in Second Division.

### Dopo il ritiro
Dopo il ritiro Aldridge diventa commentatore per una radio dei dintorni di Liverpool. Parallelamente gioca per la squadra dei veterani del Liverpool. Nel 1999 pubblica la sua autobiografia.
Nel 2006 partecipa a un programma televisivo irlandese nel quale vari personaggi famosi si sfidano cantando per raccogliere fondi da devolvere in beneficenza. Aldridge riesce a vincere il programma e devolve i fondi guadagnati ad un ospedale per bambini.
In un sondaggio del 2006 è stato eletto al 26º posto tra i 100 giocatori preferiti dai tifosi del Liverpool di tutti i tempi.
Aldridge attualmente è socio di un bar a Liverpool ed è l'organizzatore e il finanziatore di AFC Liverpool, un campionato di calcio istituito dai fan del Liverpool nel 2008.

## Statistiche

### Presenze e reti nei club
Statistiche aggiornate al termine della carriera da calciatore.
| Stagione               | Squadra                | Campionato             | Campionato | Campionato | Coppe nazionali | Coppe nazionali | Coppe nazionali | Coppe continentali | Coppe continentali | Coppe continentali | Altre coppe | Altre coppe | Altre coppe | Totale | Totale |
| Stagione               | Squadra                | Comp                   | Pres       | Reti       | Comp            | Pres            | Reti            | Comp               | Pres               | Reti               | Comp        | Pres        | Reti        | Pres   | Reti   |
| ---------------------- | ---------------------- | ---------------------- | ---------- | ---------- | --------------- | --------------- | --------------- | ------------------ | ------------------ | ------------------ | ----------- | ----------- | ----------- | ------ | ------ |
| 1979-1980              | Newport County         | FoD                    | 38         | 14         | FACup+FlC+CdG   | 1+0+5           | 0+0+2           | -                  | -                  | -                  |             | -           | -           | 44     | 16     |
| 1980-1981              | Newport County         | TD                     | 27         | 7          | FACup+FlC+CdG   | 1+4+2           | 0+2+1           | CdC                | 4                  | 2                  |             | -           | -           | 38     | 12     |
| 1981-1982              | Newport County         | TD                     | 36         | 12         | FACup+FlC+CdG   | 1+2+0           | 0+1+0           | -                  | -                  | -                  |             | -           | -           | 39     | 13     |
| 1982-1983              | Newport County         | TD                     | 41         | 17         | FACup+FlC+CdG   | 5+3+6           | 2+1+1           | -                  | -                  | -                  |             | -           | -           | 55     | 21     |
| 1983-mar.1984          | Newport County         | TD                     | 28         | 20         | FACup+FlC+CdG   | 5+2+2           | 3+1+3           | -                  | -                  | -                  | EFL         | 0?          | 0?          | 37     | 27     |
| Totale Newport County  | Totale Newport County  | Totale Newport County  | 170        | 70         |                 | 13+11+15        | 5+5+7           |                    | 4                  | 2                  |             | 0?          | 0?          | 213    | 89     |
| mar.-giu.1984          | Oxford United          | TD                     | 8          | 4          | FACup+FlC       | 0+0             | 0+0             | -                  | -                  | -                  |             | -           | -           | 8      | 4      |
| 1984-1985              | Oxford United          | SD                     | 42         | 30         | FACup+FlC       | 2+6             | 1+3             | -                  | -                  | -                  |             | -           | -           | 50     | 34     |
| 1985-1986              | Oxford United          | FD                     | 39         | 23         | FACup+FlC       | 2+8             | 1+5             | -                  | -                  | -                  | FmC         | 5           | 2           | 54     | 31     |
| 1986- gen.1987         | Oxford United          | FD                     | 25         | 15         | FACup+FlC       | 1+4             | 0+6             | -                  | -                  | -                  |             | -           | -           | 30     | 21     |
| Totale Oxford United   | Totale Oxford United   | Totale Oxford United   | 114        | 72         |                 | 5+18            | 2+14            |                    | -                  | -                  |             | 5           | 2           | 142    | 90     |
| gen. -giu.1987         | Liverpool              | FD                     | 10         | 2          | FACup+FlC       | 0+0             | 0+0             | -                  | -                  | -                  |             | -           | -           | 10     | 2      |
| 1987-1988              | Liverpool              | FD                     | 36         | 26         | FACup+FlC       | 6+3             | 2+1             | -                  | -                  | -                  |             | -           | -           | 45     | 29     |
| 1988-1989              | Liverpool              | FD                     | 35         | 21         | FACup+FlC       | 6+5             | 6+2             | -                  | -                  | -                  | CS          | 1           | 2           | 47     | 31     |
| ago.1989               | Liverpool              | FD                     | 2          | 1          | FACup+FlC       | 0+0             | 0+0             | -                  | -                  | -                  | CS          | 0           | 0           | 2      | 1      |
| Totale Liverpool       | Totale Liverpool       | Totale Liverpool       | 83         | 50         |                 | 12+8            | 8+3             |                    | -                  | -                  |             | 1           | 2           | 104    | 63     |
| 1989-1990              | Real Sociedad          | PD                     | 28         | 16         | CR              | 6               | 6               | -                  | -                  | -                  | -           | -           | -           | 34     | 22     |
| 1990-1991              | Real Sociedad          | PD                     | 35         | 17         | CR              | 2               | 0               | CU                 | 4                  | 1                  | -           | -           | -           | 41     | 18     |
| Totale Real Sociedad   | Totale Real Sociedad   | Totale Real Sociedad   | 63         | 33         |                 | 8               | 6               |                    | 4                  | 1                  |             | -           | -           | 75     | 40     |
| 1991-1992              | Tranmere Rovers        | SD                     | 43         | 22         | FACup+FlC       | 0+0             | 0+0             | -                  | -                  | -                  | FmC         | 4           | 7           | 47     | 29     |
| 1992-1993              | Tranmere Rovers        | FD                     | 31+2       | 21+0       | FACup+FlC       | 0+0             | 0+0             | -                  | -                  | -                  |             | -           | -           | 33     | 21     |
| 1993-1994              | Tranmere Rovers        | FD                     | 34+2       | 21+0       | FACup+FlC       | 0+5             | 0+5             | -                  | -                  | -                  |             | -           | -           | 41     | 26     |
| 1994-1995              | Tranmere Rovers        | FD                     | 33+2?      | 24+0       | FACup+FlC       | 1+2             | 0+1             | -                  | -                  | -                  |             | -           | -           | 38     | 25     |
| 1995-1996              | Tranmere Rovers        | FD                     | 45         | 27         | FACup+FlC       | 1+2             | 0+2             | -                  | -                  | -                  |             | -           | -           | 48     | 29     |
| 1996-1997              | Tranmere Rovers        | FD                     | 43         | 18         | FACup+FlC       | 1+4             | 0+2             | -                  | -                  | -                  |             | -           | -           | 48     | 20     |
| 1997-1998              | Tranmere Rovers        | FD                     | 14         | 5          | FACup+FlC       | 0+0             | 0+0             | -                  | -                  | -                  |             | -           | -           | 14     | 5      |
| Totale Tranmere Rovers | Totale Tranmere Rovers | Totale Tranmere Rovers | 243+6      | 138+0      |                 | 3+13            | 0+10            |                    | -                  | -                  |             | 4           | 7           | 269    | 155    |
| Totale carriera        | Totale carriera        | Totale carriera        | 673+6      | 363+0      |                 | 106             | 60              |                    | 8                  | 3                  |             | 10          | 11          | 803    | 437    |

### Cronologia presenze e reti in nazionale
| Cronologia completa delle presenze e delle reti in nazionale ― Irlanda | Cronologia completa delle presenze e delle reti in nazionale ― Irlanda | Cronologia completa delle presenze e delle reti in nazionale ― Irlanda | Cronologia completa delle presenze e delle reti in nazionale ― Irlanda | Cronologia completa delle presenze e delle reti in nazionale ― Irlanda | Cronologia completa delle presenze e delle reti in nazionale ― Irlanda | Cronologia completa delle presenze e delle reti in nazionale ― Irlanda | Cronologia completa delle presenze e delle reti in nazionale ― Irlanda |
| Data                                                                   | Città                                                                  | In casa                                                                | Risultato                                                              | Ospiti                                                                 | Competizione                                                           | Reti                                                                   | Note                                                                   |
| ---------------------------------------------------------------------- | ---------------------------------------------------------------------- | ---------------------------------------------------------------------- | ---------------------------------------------------------------------- | ---------------------------------------------------------------------- | ---------------------------------------------------------------------- | ---------------------------------------------------------------------- | ---------------------------------------------------------------------- |
| 26-3-1986                                                              | Dublino                                                                | Irlanda                                                                | 0 – 1                                                                  | Galles                                                                 | Amichevole                                                             | -                                                                      |                                                                        |
| 23-4-1986                                                              | Dublino                                                                | Irlanda                                                                | 1 – 1                                                                  | Uruguay                                                                | Amichevole                                                             | -                                                                      |                                                                        |
| 25-5-1986                                                              | Reykjavík                                                              | Islanda                                                                | 1 – 2                                                                  | Irlanda                                                                | Amichevole                                                             | -                                                                      | 84’                                                                    |
| 27-5-1986                                                              | Reykjavík                                                              | Cecoslovacchia                                                         | 0 – 1                                                                  | Irlanda                                                                | Amichevole                                                             | -                                                                      |                                                                        |
| 10-9-1986                                                              | Bruxelles                                                              | Belgio                                                                 | 2 – 2                                                                  | Irlanda                                                                | Qual. Euro 1988                                                        | -                                                                      |                                                                        |
| 15-10-1986                                                             | Dublino                                                                | Irlanda                                                                | 0 – 0                                                                  | Scozia                                                                 | Qual. Euro 1988                                                        | -                                                                      |                                                                        |
| 12-11-1986                                                             | Varsavia                                                               | Polonia                                                                | 1 – 0                                                                  | Irlanda                                                                | Amichevole                                                             | -                                                                      |                                                                        |
| 18-2-1987                                                              | Glasgow                                                                | Scozia                                                                 | 0 – 1                                                                  | Irlanda                                                                | Qual. Euro 1988                                                        | -                                                                      |                                                                        |
| 1-4-1987                                                               | Sofia                                                                  | Bulgaria                                                               | 2 – 1                                                                  | Irlanda                                                                | Qual. Euro 1988                                                        | -                                                                      | Ammonizione                                                            |
| 29-4-1987                                                              | Dublino                                                                | Irlanda                                                                | 0 – 0                                                                  | Belgio                                                                 | Qual. Euro 1988                                                        | -                                                                      |                                                                        |
| 23-5-1987                                                              | Dublino                                                                | Irlanda                                                                | 1 – 0                                                                  | Brasile                                                                | Amichevole                                                             | -                                                                      |                                                                        |
| 28-5-1987                                                              | Lussemburgo                                                            | Lussemburgo                                                            | 0 – 2                                                                  | Irlanda                                                                | Qual. Euro 1988                                                        | -                                                                      | Ammonizione                                                            |
| 14-10-1987                                                             | Dublino                                                                | Irlanda                                                                | 2 – 1                                                                  | Bulgaria                                                               | Qual. Euro 1988                                                        | -                                                                      | 77’                                                                    |
| 22-5-1988                                                              | Dublino                                                                | Irlanda                                                                | 3 – 1                                                                  | Polonia                                                                | Amichevole                                                             | -                                                                      |                                                                        |
| 1-6-1988                                                               | Oslo                                                                   | Norvegia                                                               | 0 – 0                                                                  | Irlanda                                                                | Amichevole                                                             | -                                                                      |                                                                        |
| 12-6-1988                                                              | Stoccarda                                                              | Irlanda                                                                | 1 – 0                                                                  | Inghilterra                                                            | Euro 1988 - 1º turno                                                   | -                                                                      |                                                                        |
| 15-6-1988                                                              | Hannover                                                               | Irlanda                                                                | 1 – 1                                                                  | Unione Sovietica                                                       | Euro 1988 - 1º turno                                                   | -                                                                      |                                                                        |
| 18-6-1988                                                              | Gelsenkirchen                                                          | Irlanda                                                                | 0 – 1                                                                  | Paesi Bassi                                                            | Euro 1988 - 1º turno                                                   | -                                                                      |                                                                        |
| 14-9-1988                                                              | Belfast                                                                | Irlanda del Nord                                                       | 0 – 0                                                                  | Irlanda                                                                | Qual. Mondiali 1990                                                    | -                                                                      |                                                                        |
| 19-10-1988                                                             | Dublino                                                                | Irlanda                                                                | 4 – 0                                                                  | Tunisia                                                                | Amichevole                                                             | 1                                                                      | 70’                                                                    |
| 16-11-1988                                                             | Siviglia                                                               | Spagna                                                                 | 2 – 0                                                                  | Irlanda                                                                | Qual. Mondiali 1990                                                    | -                                                                      | 64’                                                                    |
| 7-2-1989                                                               | Dublino                                                                | Irlanda                                                                | 0 – 0                                                                  | Francia                                                                | Amichevole                                                             | -                                                                      | 75’                                                                    |
| 8-3-1989                                                               | Budapest                                                               | Ungheria                                                               | 0 – 0                                                                  | Irlanda                                                                | Qual. Mondiali 1990                                                    | -                                                                      | 79’                                                                    |
| 28-5-1989                                                              | Dublino                                                                | Irlanda                                                                | 2 – 0                                                                  | Malta                                                                  | Qual. Mondiali 1990                                                    | -                                                                      | 27’                                                                    |
| 4-6-1989                                                               | Dublino                                                                | Irlanda                                                                | 2 – 0                                                                  | Ungheria                                                               | Qual. Mondiali 1990                                                    | -                                                                      | 74’                                                                    |
| 6-9-1989                                                               | Dublino                                                                | Irlanda                                                                | 1 – 1                                                                  | Germania Ovest                                                         | Amichevole                                                             | -                                                                      | 74’                                                                    |
| 11-10-1989                                                             | Dublino                                                                | Irlanda                                                                | 3 – 0                                                                  | Irlanda del Nord                                                       | Qual. Mondiali 1990                                                    | -                                                                      | 76’                                                                    |
| 15-11-1989                                                             | Ta' Qali                                                               | Malta                                                                  | 0 – 2                                                                  | Irlanda                                                                | Qual. Mondiali 1990                                                    | 2                                                                      |                                                                        |
| 16-5-1990                                                              | Dublino                                                                | Irlanda                                                                | 1 – 1                                                                  | Finlandia                                                              | Amichevole                                                             | -                                                                      | 56’                                                                    |
| 27-5-1990                                                              | Smirne                                                                 | Turchia                                                                | 0 – 0                                                                  | Irlanda                                                                | Amichevole                                                             | -                                                                      |                                                                        |
| 11-6-1990                                                              | Cagliari                                                               | Inghilterra                                                            | 1 – 1                                                                  | Irlanda                                                                | Mondiali 1990 - 1º turno                                               | -                                                                      | 64’                                                                    |
| 17-6-1990                                                              | Palermo                                                                | Egitto                                                                 | 0 – 0                                                                  | Irlanda                                                                | Mondiali 1990 - 1º turno                                               | -                                                                      | 64’                                                                    |
| 21-6-1990                                                              | Palermo                                                                | Irlanda                                                                | 1 – 1                                                                  | Paesi Bassi                                                            | Mondiali 1990 - 1º turno                                               | -                                                                      | 62’                                                                    |
| 25-6-1990                                                              | Genova                                                                 | Irlanda                                                                | 0 – 0 dts (5 – 4 dtr)                                                  | Romania                                                                | Mondiali 1990 - Ottavi di finale                                       | -                                                                      | 17’ 22’                                                                |
| 30-6-1990                                                              | Roma                                                                   | Italia                                                                 | 1 – 0                                                                  | Irlanda                                                                | Mondiali 1990 - Quarti di finale                                       | -                                                                      | 78’                                                                    |
| 17-10-1990                                                             | Dublino                                                                | Irlanda                                                                | 5 – 0                                                                  | Turchia                                                                | Qual. Euro 1992                                                        | 3                                                                      |                                                                        |
| 14-11-1990                                                             | Dublino                                                                | Irlanda                                                                | 1 – 1                                                                  | Inghilterra                                                            | Qual. Euro 1992                                                        | -                                                                      |                                                                        |
| 27-3-1991                                                              | Londra                                                                 | Inghilterra                                                            | 1 – 1                                                                  | Irlanda                                                                | Qual. Euro 1992                                                        | -                                                                      | 72’                                                                    |
| 1-5-1991                                                               | Dublino                                                                | Irlanda                                                                | 0 – 0                                                                  | Polonia                                                                | Qual. Euro 1992                                                        | -                                                                      | 68’                                                                    |
| 11-9-1991                                                              | Győr                                                                   | Ungheria                                                               | 1 – 2                                                                  | Irlanda                                                                | Amichevole                                                             | -                                                                      | 64’                                                                    |
| 13-11-1991                                                             | Istanbul                                                               | Turchia                                                                | 1 – 3                                                                  | Irlanda                                                                | Qual. Euro 1992                                                        | -                                                                      |                                                                        |
| 19-2-1992                                                              | Dublino                                                                | Irlanda                                                                | 0 – 1                                                                  | Galles                                                                 | Amichevole                                                             | -                                                                      | 55’                                                                    |
| 25-3-1992                                                              | Dublino                                                                | Irlanda                                                                | 2 – 1                                                                  | Svizzera                                                               | Amichevole                                                             | 1                                                                      | 80’                                                                    |
| 29-4-1992                                                              | Dublino                                                                | Irlanda                                                                | 4 – 1                                                                  | Stati Uniti                                                            | Amichevole                                                             | -                                                                      | 82’                                                                    |
| 26-5-1992                                                              | Dublino                                                                | Irlanda                                                                | 2 – 0                                                                  | Albania                                                                | Qual. Mondiali 1994                                                    | 1                                                                      | 83’                                                                    |
| 4-6-1992                                                               | Foxborough                                                             | Italia                                                                 | 2 – 0                                                                  | Irlanda                                                                | U.S. Cup                                                               | -                                                                      | 79’                                                                    |
| 7-6-1992                                                               | Foxborough                                                             | Portogallo                                                             | 0 – 2                                                                  | Irlanda                                                                | U.S. Cup                                                               | -                                                                      | 87’                                                                    |
| 9-9-1992                                                               | Dublino                                                                | Irlanda                                                                | 4 – 0                                                                  | Lettonia                                                               | Qual. Mondiali 1994                                                    | 3                                                                      |                                                                        |
| 14-10-1992                                                             | Copenaghen                                                             | Danimarca                                                              | 0 – 0                                                                  | Irlanda                                                                | Qual. Mondiali 1994                                                    | -                                                                      | 72’                                                                    |
| 18-11-1992                                                             | Siviglia                                                               | Spagna                                                                 | 0 – 0                                                                  | Irlanda                                                                | Qual. Mondiali 1994                                                    | -                                                                      |                                                                        |
| 28-4-1993                                                              | Dublino                                                                | Irlanda                                                                | 1 – 1                                                                  | Danimarca                                                              | Qual. Mondiali 1994                                                    | -                                                                      | 63’                                                                    |
| 26-5-1993                                                              | Tirana                                                                 | Albania                                                                | 1 – 2                                                                  | Irlanda                                                                | Qual. Mondiali 1994                                                    | -                                                                      | 74’                                                                    |
| 9-6-1993                                                               | Riga                                                                   | Lettonia                                                               | 0 – 2                                                                  | Irlanda                                                                | Qual. Mondiali 1994                                                    | 1                                                                      | 80’                                                                    |
| 16-6-1993                                                              | Vilnius                                                                | Lituania                                                               | 0 – 1                                                                  | Irlanda                                                                | Qual. Mondiali 1994                                                    | -                                                                      | 77’                                                                    |
| 8-9-1993                                                               | Dublino                                                                | Irlanda                                                                | 2 – 0                                                                  | Lituania                                                               | Qual. Mondiali 1994                                                    | 1                                                                      |                                                                        |
| 17-11-1993                                                             | Belfast                                                                | Irlanda del Nord                                                       | 1 – 1                                                                  | Irlanda                                                                | Qual. Mondiali 1994                                                    | -                                                                      | 81’                                                                    |
| 5-6-1994                                                               | Dublino                                                                | Irlanda                                                                | 1 – 3                                                                  | Rep. Ceca                                                              | Amichevole                                                             | -                                                                      | 53’                                                                    |
| 18-6-1994                                                              | East Rutherford                                                        | Italia                                                                 | 0 – 1                                                                  | Irlanda                                                                | Mondiali 1994 - 1º turno                                               | -                                                                      | 89’                                                                    |
| 24-6-1994                                                              | Orlando                                                                | Messico                                                                | 2 – 1                                                                  | Irlanda                                                                | Mondiali 1994 - 1º turno                                               | 1                                                                      | 67’                                                                    |
| 28-6-1994                                                              | East Rutherford                                                        | Norvegia                                                               | 0 – 0                                                                  | Irlanda                                                                | Mondiali 1994 - 1º turno                                               | -                                                                      | 66’                                                                    |
| 7-9-1994                                                               | Riga                                                                   | Lettonia                                                               | 0 – 3                                                                  | Irlanda                                                                | Qual. Euro 1996                                                        | 2                                                                      |                                                                        |
| 16-11-1994                                                             | Belfast                                                                | Irlanda del Nord                                                       | 0 – 4                                                                  | Irlanda                                                                | Qual. Euro 1996                                                        | 1                                                                      | 80’                                                                    |
| 26-4-1995                                                              | Dublino                                                                | Irlanda                                                                | 1 – 0                                                                  | Portogallo                                                             | Qual. Euro 1996                                                        | -                                                                      | 84’                                                                    |
| 3-6-1995                                                               | Eschen                                                                 | Liechtenstein                                                          | 0 – 0                                                                  | Irlanda                                                                | Qual. Euro 1996                                                        | -                                                                      | 67’                                                                    |
| 11-10-1995                                                             | Dublino                                                                | Irlanda                                                                | 2 – 1                                                                  | Lettonia                                                               | Qual. Euro 1996                                                        | 2                                                                      | 78’                                                                    |
| 15-11-1995                                                             | Lisbona                                                                | Portogallo                                                             | 3 – 0                                                                  | Irlanda                                                                | Qual. Euro 1996                                                        | -                                                                      |                                                                        |
| 13-12-1995                                                             | Liverpool                                                              | Irlanda                                                                | 0 – 2                                                                  | Paesi Bassi                                                            | Qual. Euro 1996                                                        | -                                                                      | 73’                                                                    |
| 27-3-1996                                                              | Dublino                                                                | Irlanda                                                                | 0 – 2                                                                  | Russia                                                                 | Amichevole                                                             | -                                                                      | 62’                                                                    |
| 9-10-1996                                                              | Dublino                                                                | Irlanda                                                                | 3 – 0                                                                  | Macedonia                                                              | Qual. Mondiali 1998                                                    | -                                                                      | 82’                                                                    |
| Totale                                                                 |                                                                        | Presenze                                                               | 69                                                                     |                                                                        | Reti (4º posto)                                                        | 19                                                                     |                                                                        |

## Palmarès

### Giocatore

#### Club
- Coppa del Galles: 1

Newport County: 1979-1980
- Coppa di Lega inglese: 1

Oxford United: 1985-1986
- Campionato inglese: 1

Liverpool: 1987-1988
- Coppa d'Inghilterra: 1

Liverpool: 1988-1989
- Charity Shield: 2

Liverpool: 1988, 1989

#### Individuale
- Capocannoniere della First Division: 1

1987-1988 (26 gol)